# Mr. T
Mr. T, (geboren als Laurence Tureaud, Chicago, 21 mei 1952) is een Amerikaans acteur en voormalig persoonsbeveiliger. Hij raakte bij het grote publiek bekend door zijn rol als B.A. Baracus in The A-Team. Ook speelde hij in Rocky III.

## Imago
Het imago van Laurence Tureaud is gestoeld op zijn aparte naam en kapsel. In 1970 veranderde hij zijn naam van Laurence Tureaud in Laurence Tero. Nog weer later nam hij de naam Mr. T. aan, omdat mensen hem dan met Mr. moesten aanspreken. Ongeveer rond deze tijd koos Mr. T. voor het kapsel waarmee hij zoveel bekendheid heeft verworven. Het is gebaseerd op het kapsel van de Afrikaanse Mandinka-krijgers.

## Biografie

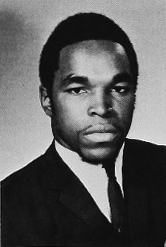
Mr. T in zijn jaarboek

Tureaud is geboren in Chicago als de op een na jongste in een gezin van twaalf kinderen. Tijdens zijn schooltijd was hij American football-ster. Hij studeerde krijgskunst en kreeg een beurs aan de Prairie View A&M University in Texas. Na een jaar werd hij geschorst van deze universiteit. Na bij enkele kleinere hogescholen in Chicago te hebben gestudeerd, werd Laurence Tureaud lid van de militaire politie van het Amerikaanse leger. Hierna werd hij professioneel football-speler, maar door een knieblessure moest hij hiermee stoppen.

## Bodyguard
Na zijn tijd bij de militaire politie werd Laurence Tureaud bodyguard. Hij beschermde sterren als Muhammad Ali, Michael Jackson en Diana Ross. Hij verdiende hiermee 3000 dollar per dag. Op zijn visitekaartje was te lezen: "Next to God, there is no greater protector than I" ("Op God na, is er geen betere beschermer dan ik").

## Acteur
In 1982 werd Mr. T. ontdekt door Sylvester Stallone. De rol van Mr. T. in de film Rocky III zou oorspronkelijk bestaan uit enkele zinnen, maar Stallone bouwde een rol rondom Mr. T. Na enkele andere optredens in films werd hij gevraagd voor de rol van B.A. in The A-Team. Op een persconferentie werd hem gevraagd waarom hij de rol van de niet al te snuggere B.A. had geaccepteerd. Zijn antwoord luidde: "It takes a smart guy to play a dumb" ("Alleen een slimme vent kan een dommerik spelen"). Naar verluidt verdiende hij met zijn rol als B.A. 80.000 dollar per week en 15.000 dollar per commercieel optreden.

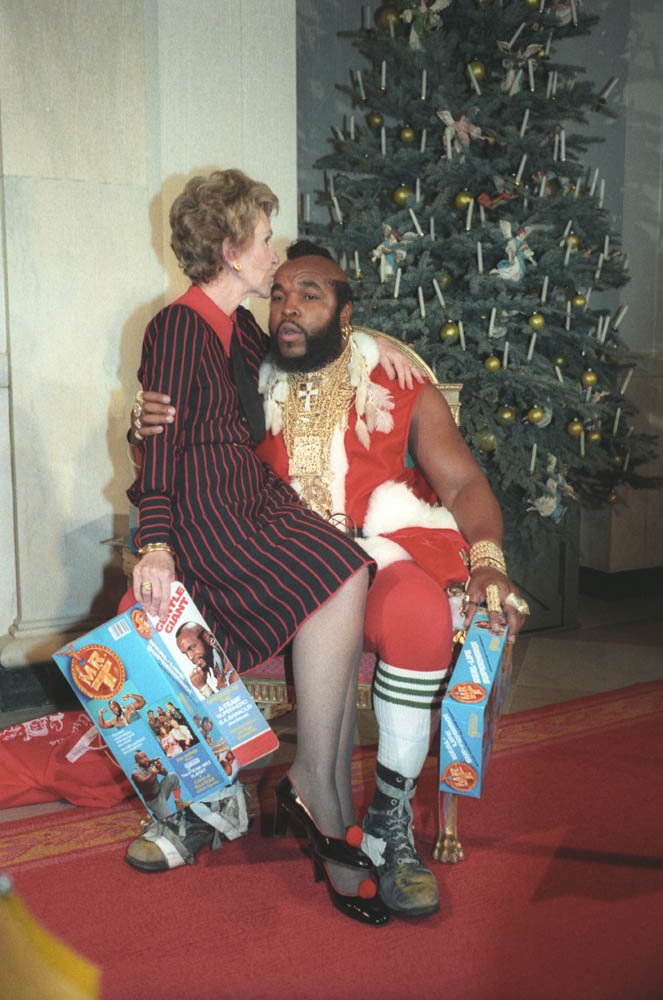
Nancy Reagan en Mr. T tijdens kerst 1983

## Worstelaar
In 1985, na The A-Team, werd Mr. T. professioneel worstelaar. In 1987 was hij gastscheidsrechter bij de World Wrestling Federation. Daarna trok hij zich terug uit het circuit. In oktober 1994 maakte hij echter een comeback, als scheidsrechter bij de wedstrijd tussen Hogan en Ric Flair.

## Huidige situatie
Tegenwoordig woont Mr. T. in Sherman Oaks, Californië. Hij is alleenstaand en verschijnt sporadisch in films en reclames. Hij heeft twee dochters en een zoon met zijn ex-vrouw. Eind jaren 90 werd er lymfeklierkanker bij hem ontdekt, maar in 2001 had hij zijn ziekte overwonnen. Hoewel hij afstand had genomen van het geloof, bekeerde hij zich weer tot het christendom en is hij met enige regelmaat te zien op christelijke televisiekanalen. In 2006 heeft hij een aantal afleveringen opgenomen van I Pity the Fool, waarin hij optrad als een motivatiegoeroe.
In mei 2007 was hij in Groot-Brittannië in een Snickers-reclamespot te zien en in november 2007 was hij tevens in een World of Warcraft-commercial te zien. In april/mei 2008 was deze reclame op de Nederlandse televisie en in juni 2008 was dit ook het geval met de World of Warcraft-commercial en later in een nieuwe World of Warcraft-commercial in 2009. Hij werkte in 2008 ook mee aan de film War, Inc., waarvoor hij in de aftiteling een bedankje kreeg.
In 2009 was hij vrijwel dagelijks te zien op het Nederlandse RTL 5 in het reclameprogramma Best of Shopping.

## Uiterlijk
Tureaud is bekend om zijn kapsel en de gouden sieraden om zijn nek. Mr. T is 1 meter 80 lang en weegt tussen de 98 en 108 kg. De sieraden die Mr. T. rond zijn nek droeg zijn $300.000,- waard. Na de orkaan Katrina verklaarde hij dat hij zijn sieraden af zou doen. De grote armoede die hij in New Orleans en omgeving gezien had, overtuigde hem dat hij niet zo opzichtig met gouden kettingen kon rondlopen. Hij doneerde alle sieraden aan een goed doel voor de heropbouw van New Orleans.

## Filmografie
- Cloudy with a Chance of Meatballs (2009) – Earl Devereaux (stem)
- Teamo Supremo Televisieserie – Mr. Gruff (stem, afl., Happy Holidays Mr. Gruff/The Grandfather Show, 2002)
- Not Another Teen Movie (2001) – De Wijze Conciërge
- Judgment (2001) – J. T. Quincy
- Pecola Televisieserie – Bongo (2001, stem)
- Malcolm & Eddie Televisieserie – Calvin (Afl., The Wrongest Yard, 1999)
- Sabrina the Animated Series Televisieserie – Alien (Voice-over, afl., The Hex Files, 1999|Harvzilla, 1999, stem)
- Eek! The Cat Televisieserie – T-Rex (stem, verscheidene afleveringen, 1992-1997)
- Martin Televisieserie – Mr. Jenkins (Afl., Boo's in the House, 1996)
- Suddenly Susan Televisieserie – Arnie (Afl., Hoop Dreams, 1996)
- Spy Hard (1996) – Helikopterpiloot
- The Magic of the Golden Bear: Goldy III (1994) – Freedom
- Freaked (1993) – Dame met baard
- T. and T. Televisieserie – T. S. Turner (66 afl., 1988-1990)
- Straight Line (1989) – T.S. Turner
- The A-Team Televisieserie – Sgt. Bosco 'B.A.' Baracus (97 afl., 1983-1987)
- Alice Through the Looking Glass (Televisiefilm, 1987) – Jabberwock (stem)
- Saturday Night Live Televisieserie – Medepresentator (Afl., Louis Gossett Jr/George Thorogood and the Destroyers, 1982|Mr. T and Hulk Hogan/The Commodores, 1985)
- The Toughest Man in the World (Televisiefilm, 1984) – Bruise Brubaker
- D.C. Cab (1983) – Samson
- Young Doctors in Love (1982) – Rol onbekend
- Rocky III (1982) – Clubber Lang

## Als zichzelf
- Games People Play Televisieserie (Aflevering 31 oktober 1980)
- Twilight Theater (Televisiefilm, 1982)
- Penitentiary II (1982)
- David Letterman Televisieserie (Aflevering 7 juli 1982)
- Saturday Night Live Televisieserie – (Aflevering 8.2, 1982)
- Silver Spoons Televisieserie – (Afl., Me and Mr. T, 1982|Boys Will Be Boys, 1982)
- Just Men! Televisieserie (Aflevering 31 januari 1983)
- Battle of the Network Stars XIV (Televisiefilm, 1983) – Kandidaat NBC-Team
- Alvin & the Chipmunks Televisieserie (Afl., The C-Team, 1983)
- Mister T Televisieserie (1983)
- Diff'rent Strokes Televisieserie (Afl., Mr. T and mr. t, 1983)
- Battle of the Network Stars XV (Televisiefilm, 1983) – Aanvoerder NBC-Team
- Be Somebody...or Be Somebody's Fool! (Video, 1984)
- Lou Rawls Parade of Stars Televisieserie (1984)
- Dean Martin Celebrity Roast: Mr.T (Televisiefilm, 1984) – Man of the Hour
- Het A-team in Nederland (Televisiefilm, 1984)
- The Secret World of the Very Young (Televisiefilm, 1984)
- Soul Train Televisieserie (Aflevering 14.6, 1984)
- WrestleMania 1 (Video, 1985)
- Bob Hope Buys NBC? (Televisiefilm, 1985)
- WrestleMania 2 (Video, 1986)
- The 4th Annual Black Gold Awards (Televisiefilm, 1987)
- The New Hollywood Squares Televisieserie (Aflevering 2.81, 1988)
- WWF Superstars of Wrestling Televisieserie (Afl. onbekend, 1985-1986, 1988)
- One to Grown on Televisieserie (1982-1988)
- The Word Televisieserie (Aflevering 2.7, 1990)
- Out of This World Televisieserie (Afl., My Little Evie, 1990)
- Rodney Dangerfield's The Really Big Show (Televisiefilm, 1991)
- El gran juego de la oca Televisieserie (Aflevering 31 december 1993)
- Blossom Televisieserie (Afl., A Little Help from My Friends, 1994)
- Halloween Havoc (Video, 1994)
- Starrcade (Video, 1994)
- Kids Against Crime (Televisiefilm, 1995)
- Suddenly Susan Televisieserie (Afl., I'll See That and Raise You Susan, 1997)
- Inspector Gadget (1999)
- Entertainment Tonight Presents: Whatever Happened to Your Favorite TV Action Heroes? (Televisiefilm, 2001)
- The Howard Stern Radio Show Televisieserie (Aflevering 24 juli 1999|Aflevering 19 mei 2001)
- WWF Raw Is War Televisieserie (Aflevering 19 november 2001)
- Howard Stern (Aflevering 24 januari 1996|Aflevering 19 augustus 1999|Aflevering 29 augustus 2000|Aflevering 4 februari 2002)
- Rank Televisieserie (Afl., 25 Toughest Stars, 2002)
- NBC 75th Anniversary Special (Televisiefilm, 2002)
- Celebrity Deathmatch (Videogame, 2003)
- Late Night with Conan O'Brien: 10th Anniversary Special (Televisiefilm, 2003)
- The Simpsons Televisieserie (Afl., Today, I am a Clown, 2003, stem)
- On-Air with Ryan Seacrest Televisieserie (Aflevering 26 januari 2004)
- Praise the Lord Televisieserie (Aflevering 16 mei 2002|Aflevering 22 augustus 2002|Aflevering 25 maart 2004)
- The Nick & Jessica Variety Hour (Televisiefilm, 2004)
- Johnny Bravo Televisieserie (Afl., Get Shovelized/T Is for Trouble, 2004, stem)
- Extreme Makeover: Home Edition Televisieserie (Afl., The Burns Family, 2004)
- The Contender Televisieserie (Afl., Rivals, 2005, niet op aftiteling)
- 2005 Taurus World Stunt Awards (Televisiefilm, 2005)
- Bring Back...The A-Team (Televisiefilm, 2006)
- My First Time Televisieserie (Afl., From Movies to TV, 2006)
- The Late Show with Craig Ferguson Televisieserie (Aflevering 24 oktober 2006)
- Howard Stern on Demand Televisieserie (Afl., Mr. T and Beetlejuice, 2006)
- The 100 Greatest TV Quotes & Catchphrases (Mini-serie, 2006)
- I Pity the Fool Televisieserie (2006-heden)
- 2007 Taurus World Stunt Awards (Televisiefilm, 2007) – Aankondiger
- Guys Choice (Televisiefilm, 2007) – Zichzelf
- Late Night with Conan O'Brien Televisieserie (Aflevering 16 augustus 2005|Aflevering 9 mei 2006|Aflevering 27 september 2006|Aflevering 3 oktober 2006|Aflevering 22 januari 2008)
- Behind the Taurus (2008)
- Entertainment Tonight Televisieserie (Aflevering 3 oktober 2006|21 november 2008)
- The ONE Show Televisieserie (Aflevering 26 februari 2009)
- Xposé Televisieserie (Aflevering 3.118, 2009)
- The Tonight Show with Conan O'Brien Televisieserie (Aflevering 1.73, 2009)
- World's Craziest Fools Televisieserie(2012)

## Prijzen
- WWE
  - WWE Hall of Fame